# Desmoscolex
Desmoscolex är ett släkte av rundmaskar. Desmoscolex ingår i familjen Desmoscolecidae.

## Dottertaxa tillDesmoscolex, i alfabetisk ordning[1][2]
- Desmoscolex adenotrichus
- Desmoscolex adriaticus
- Desmoscolex amaurus
- Desmoscolex americanus
- Desmoscolex annulatus
- Desmoscolex aquaedulcis
- Desmoscolex balticus
- Desmoscolex bathybius
- Desmoscolex bengalensis
- Desmoscolex borealis
- Desmoscolex californicus
- Desmoscolex campbelli
- Desmoscolex chaetogaster
- Desmoscolex conurus
- Desmoscolex cosmopolites
- Desmoscolex cristatus
- Desmoscolex draconemoides
- Desmoscolex dussarti
- Desmoscolex falcatus
- Desmoscolex fennicus
- Desmoscolex gerlachi
- Desmoscolex gladisetosus
- Desmoscolex grandidiamphis
- Desmoscolex italicus
- Desmoscolex keiensis
- Desmoscolex klatti
- Desmoscolex labiosus
- Desmoscolex laevis
- Desmoscolex lamani
- Desmoscolex lanuginosus
- Desmoscolex latus
- Desmoscolex leptus
- Desmoscolex lissus
- Desmoscolex longiamphus
- Desmoscolex longisetosa
- Desmoscolex luteocola
- Desmoscolex max
- Desmoscolex michaelseni
- Desmoscolex minor
- Desmoscolex minutus
- Desmoscolex nanellus
- Desmoscolex nanus
- Desmoscolex nudus
- Desmoscolex oligochaetus
- Desmoscolex parafalklandiae
- Desmoscolex pelophilus
- Desmoscolex petalodes
- Desmoscolex platycricus
- Desmoscolex prampramensis
- Desmoscolex proboscis
- Desmoscolex pusillus
- Desmoscolex quadricomoides
- Desmoscolex remifer
- Desmoscolex rostratus
- Desmoscolex rudolphi
- Desmoscolex sieverti
- Desmoscolex tenuiseta
- Desmoscolex vanoyei
- Desmoscolex velifer
- Desmoscolex vinealis